# Miss.Tic

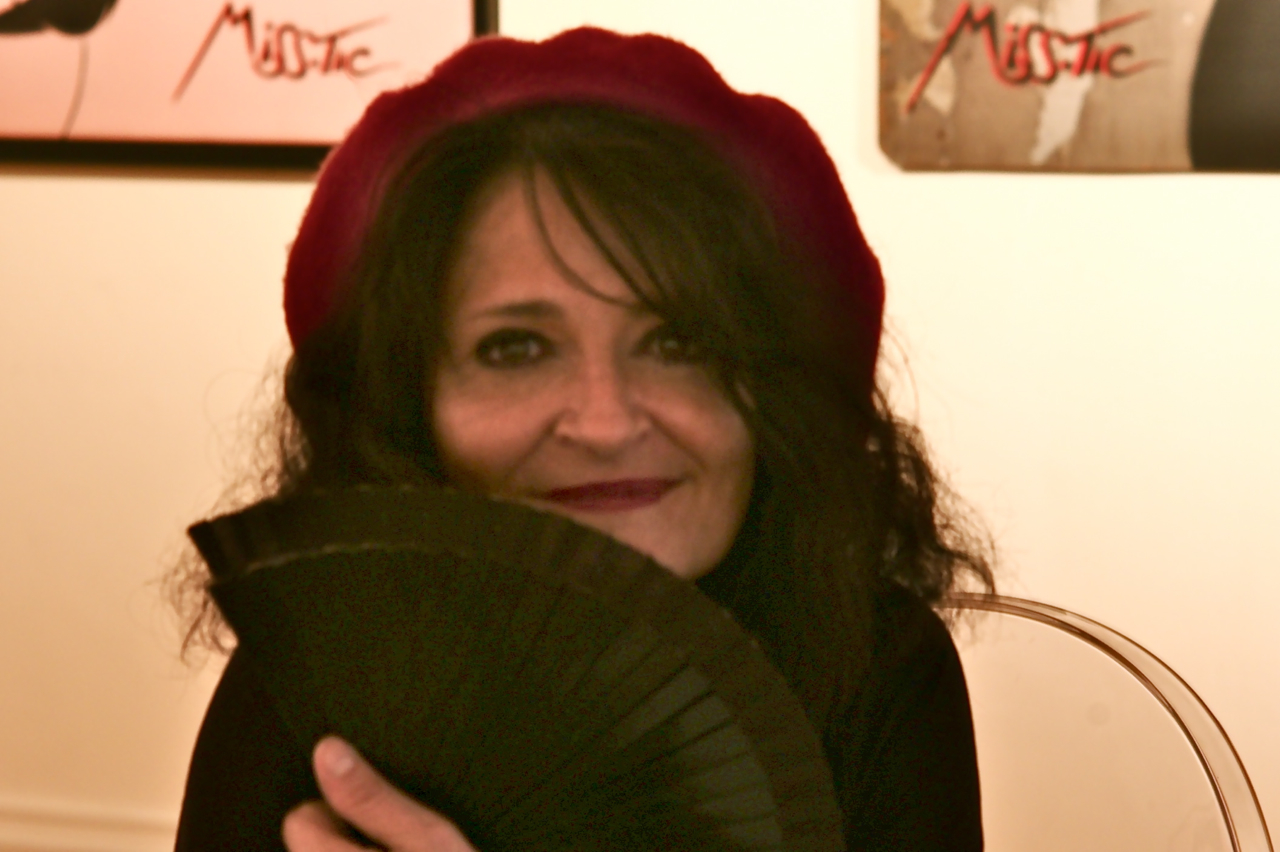
Miss.Tic in der Galerie Lelia Mordoch in Paris (Juli 2012)

Miss.Tic (bürgerlich Radhia Novat; * 20. Februar 1956 in Paris; † 22. Mai 2022 ebenda) war eine mit Schablonen (Pochoir) arbeitende französische Streetartkünstlerin, Grafikerin, Performancekünstlerin, bildende Künstlerin und Lyrikerin. Ihre Arbeiten sind seit 1985 im öffentlichen Raum von Paris und in Galerien zu sehen. Ihre Stencils fertigte sie ausschließlich in den Farben Schwarz und Rot auf unterschiedlichen Hintergründen bzw. im öffentlichen Raum. Sie zeigen meist eine weibliche Person, in direkter Nähe dazu eine mehrdeutige Wortgruppe, und sind mit ihrem Signet Miss.Tic versehen. Der Zeichensatz von Texten und Signet ist charakteristisch, wurde von ihr selbst entworfen und handgeschnitten.

## Leben
Miss.Tic wurde im Montmartre, dem 18. Arrondissement, im migrantisch geprägten Quartier um den Boulevard Barbès geboren. Ihr Vater war ein tunesischer Immigrant und Arbeiter, ihre Mutter stammte aus bäuerlichen Verhältnissen in der Normandie. Ihre Eltern wurden mit rassistischen Stereotypisierungen konfrontiert, da sie eine mariage mixte (französisch für Mischehe) eingegangen waren. Miss. Tic wuchs im Pariser Viertel Butte aux Cailles auf, einem Arbeiterviertel, in dem auch Dichter, Künstler und Sexarbeitende wohnen. In den 1960er Jahren zog die Familie nach Orly.
1966 erlitt ihre Familie einen Autounfall, der zum Tod ihrer Mutter, ihrer Großmutter und ihres Bruders führte. Sie selbst und ihr Vater mussten das folgende Jahr im Krankenhaus verbringen.
Ab 1968 besuchte Miss.Tic das Collège in Orly. Dort wurde sie von ihren Lehrern mit Theater, Literatur und bildender Kunst in Verbindung gebracht, sie besuchte Schauspielkurse. 1972 starb ihr Vater an einem Herzinfarkt. Ihre Stiefmutter forderte von ihr, nach der 10. Klasse die Schule abzubrechen, um in ihrem Restaurant zu arbeiten. Sie zog heimlich von zu Hause aus, brach die Schule ab und finanzierte ihren Lebensunterhalt selbst.
Im Verlauf der 1970er Jahre hielt sich Miss.Tic im Dunstkreis der späten Situationisten auf. Sie las Bücher wie  Gesellschaft des Spektakels von Guy Debord und La Société de consommation (französisch für Die Konsumgesellschaft) von Jean Baudrillard, die Kapitalismus, Konsumgesellschaft, Warenförmigkeit des Lebens und Regierungstechniken kritisieren. Sie spielte Straßentheater, Performances bzw. Provokationstheater mit der Gruppe Zéro de Conduite (wörtliche Bedeutung Betragen ungenügend) und schrieb lyrische Texte. Ihren Lebensunterhalt verdiente sie parallel dazu als Kellnerin.
Ab 1981 lebte sie für zweieinhalb Jahre in den USA, zuerst in Los Angeles, später in San Francisco. Die dort blühende Hip-Hop-Bewegung mit ihren Graffiti und legal gemalten großen Wandbildern – den murals – beeinflussten Miss.Tic stark. Sie war in dieser Zeit in Künstlerkreisen unterwegs und rezipierte viel Kunst, ohne selbst künstlerisch aktiv zu sein. Sie finanzierte ihr Leben weiterhin mit wechselnden kleinen Jobs.
Nach ihrer Rückkehr 1983 fand Miss.Tic auch im Pariser Stadtbild Streetart von Künstlern wie Blek le Rat vor, die für sie inspirierend wirkte. Sie nahm zu den auf der Straße Wirkenden Kontakt auf, sah zu oder half ihnen bei ihrer Arbeit.
In dieser Zeit entschloss sie sich, als Grafikerin und Layouterin zu arbeiten, und absolvierte eine kurze Ausbildung dafür. Mit ihrem arabischen Familiennamen Jamil bekam sie auf Bewerbungen selten eine Antwort oder gar ein Vorstellungsgespräch. Nachdem sie geheiratet und den Namen ihres Mannes angenommen hatte, war sie als Layouterin und Grafikerin bei verschiedenen Magazinen tätig.
Ab 1985 machte Miss.Tic Streetart. Sie bezog sich positiv auf die feministische Autorin Virginie Despentes und sah sich als Anarchistin. Sie lebte in Paris.

Miss.Tic versuchte, ihren bürgerlichen Namen nicht zu deutlich in der Öffentlichkeit erscheinen zu lassen: 

„Von Anfang an habe ich mich Miss.Tic genannt. Niemand nennt mich mehr mit meinem richtigen Namen. Nur die Bullen und der Fiskus kennen ihn.“

## Werk
„Ich bin Poetin. Ich verdichte den urbanen Raum.“

Im Jahr 1985 entschied sich Miss.Tic, selbst als Streetartkünstlerin aktiv zu werden. Sie schrieb inzwischen kürzere Texte, konzentrierte deren Aussage und radikalisierte ihre Sprache. Ihr erstes Motiv, das sie im öffentlichen Raum in Paris schablonierte, enthielt den lautmalerisch doppeldeutigen Text: J’enfile l’art mur pour bombarder des mots coers. (franz. ‚Ich ziehe die Rüstung/Mauer-Kunst über, um mit Herz-Wörtern die Spötter zu bombardieren.‘) Diesem Text ordnete sie ein Selbstporträt zu, das sie am Boden sitzend, die Knie haltend mit nachdenklichem Gesicht zeigt. Sie nutzte ihr Selbstporträt in der Anfangsphase, um ihre Texte zu verbildlichen. Miss.Tic verfeinerte in dieser Zeit außerdem die Typografie ihrer Schablonenschrift. Ihren Künstlernamen entlehnte sie von Miss Tick, der Zauberin aus dem Donald-Duck-Comic in der französischen Übersetzung, der gleichzeitig lautmalerisch an das Wort mystique (franz. ‚mystisch‘) anschließt.
Mit fortschreitender Zeit entschied sich Miss.Tic aufgrund des technischen Aufwands gegen das Selbstporträt und verwendete stattdessen Fotos aus Frauenzeitschriften als Vorlage. Durch die Anwendung der Schablonentechnik, durch das Verwenden schwarzer Farbe und besonders durch den hinzugefügten Text bekommen diese Bilder ein anderes Aussehen und eine andere Bedeutung. Sie wurden als provozierend, aggressiv und störend wahrgenommen. Miss.Tic reflektierte das in den Medien dargestellte Frauenbild zunehmend und arbeitete diese Reflexionen in ihre Texte und Darstellungen von Frauen ein.
Durch eine Zufallsbegegnung wurde die französische Modedesignerin agnès b. auf Miss.Tic aufmerksam. Sie zeigte 1986 in ihrer Galerie eine Gemeinschaftsausstellung verschiedener Streetartkünstler – darunter Miss.Tic – unter dem Motto vite fait – bien fait (schnell gemacht – gut gemacht) aus. Zur von der Le Monde postulierten Ecole de Blek le Rat wurden außer Miss.Tic die Pochoiristen Jérome Mesnager, Marie Rouffet, Thierry Gauthé, Etherno, Epsilon und Surface Active gezählt. Miss.Tic – aus proletarischem Milieu stammend – fühlte sich von diesen akademisch gebildeten Künstlern nicht richtig akzeptiert. Sie hat sich daher nie in einem Kollektiv formiert, sondern immer allein gearbeitet.
Ab 1991 war Miss.Tic mit ihren Werken auch in Galerien bzw. in der Kunstwelt vertreten. Ab 1993 veröffentlichte Miss.Tic ihre Texte bzw. Texte und Fotos ihrer Werke in Büchern, zuerst im Selbstverlag, ab 1998 in regulären Verlagen. Weiterhin illustrierte sie diverse Buchwerke.
Im Jahr 1999 wurde Miss.Tic wegen ihrer Tätigkeit als Streetartkünstlerin bzw. wegen „Sachbeschädigung öffentlichen und privaten Eigentums“ zu 22.000 Francs Geldstrafe verurteilt. Da eine weitere Verurteilung eine Gefängnisstrafe nach sich gezogen hätte, entschloss sie sich, ihr folgendes Projekt Muses e Hommes als Auftragsprojekt durchzuführen und dafür wie für alle weiteren vorher Genehmigungen einzuholen. Für Muses e Hommes (2000) verwendete sie Werke aus dem Louvre oder dem Musée d’Orsay als Vorlagen. Ihre Texte kommentieren die Geschichte des Bildes oder die Geschichte der Maler. Muses et Hommes kritisiert männliche Dominanz in Museen. Mit Muses et Hommes machte Miss.Tic einen Karrieresprung. 2009 wiederholte Miss.Tic Muses et Hommes mit Werken aus dem Ingres-Museum in Montauban.
Miss.Tic eröffnete sich im Lauf ihrer Karriere immer wieder neue Arbeitsfelder und Möglichkeiten, Geld zu verdienen. Sie gestaltete das Plakat für den Film Die zweigeteilte Frau von Claude Chabrol (2007), das Plakat des Dokumentarfilms Les Travailleu(r)ses du sexe über Sexarbeiterinnen von Jean-Michel Carré (2010) und eine Reihe von Briefmarken für die französische Post anlässlich des Internationalen Frauentages am 8. März (2011). Weiterhin gestaltete sie Produkte (eine Designer-Handtasche für die Firma Lamarthe), Werbung (für einen Mietwagen-Verleih) und das Design der Straßenbahnlinie 5 von Montpellier. Ihre Aktivitäten in der Werbung stießen in der auf Nichtkommerzialität, Glaubwürdigkeit und Street Credibility basierenden Streetartszene auf Kritik, sie betreibe damit den Ausverkauf ihrer Ideale, sei mittlerweile nur noch dekorativ statt provokativ. Miss.Tic betonte dagegen die Vergänglichkeit von Gegenkulturen. Für sie war es eine Möglichkeit, mit ihrer Kunst ihren Lebensunterhalt zu verdienen:

„Ja, auch ich bin eine Arbeiterin, nur wird mein Beruf ‚Malen und Schreiben‘ genannt.“

## Ausstellungen (Auswahl)
- 1991: Einzelausstellung in der Galerie Christophe[9]
- 1991: Einzelausstellung in der Galerie Sanguine[10]
- 1992: Dauerausstellung in der Galerie Christophe[11]
- 1993: Einzelausstellung in der Passage Saint Sébastien[12]
- 1994: Einzelausstellung Epita[13]
- 1995: Einzelausstellung Fiap[14]
- 1997: L’art me ment, Galerie Sacha Tarasoff, Paris
- 1997: Einzelausstellung im französischen Finanzministerium[15]
- 1999: Je ne fais que passer, Galerie La Pochade, Paris
- 2000: Muses et Hommes, Kunstraum Paul Ricard, Paris[16]
- 2000: Dangereuse sous tous rapports, Justizpalast, Lyon
- 2001: Les actes gratuits ont-ils un prix ?, Galerie Artazart, Paris
- 2001: Je t’aime temps, Retrospektive 1985–2001, Kunstraum Envie d’art, Paris
- 2001: Héroïne, Galerie Bernard Guillon, Paris[17]
- 2002: Regarde Moi[18]
- 2002: Miss.Tic Présidente[19]
- 2002: Muses et Hommes, Schloss Cadillac, Cadillac
- 2002: Miss.Tic Erotic, Galerie Artitude, Paris[20]
- 2003: Vain cœur vain cul, Galerie Au-dessous du Volcan, Paris[21]
- 2003: Une Nuit avec Miss.Tic, Galerie Artazart, Paris
- 2003: Miss.Tic, Galerie Papegoyen, Oslo
- 2004: Femme mur, Nuts Gallery, Paris[22]
- 2004: Miss.Tic Attak, Galerie Fanny Guillon-Laffaille, Paris[23]
- 2005: Maudites sorcières, Galerie W, Paris[24]
- 2005: Quand on aime, on a toujours 20 ans, Galerie W, Paris
- 2006: Parisienne, Galerie Lélia Mordoch, Paris[25]
- 2006: Femmes capitales, Rathaus des 8. Bezirks, Paris
- 2007: Miss.Tic Présidente, Galerie de la Butte aux Cailles, Paris[26]
- 2007: Toi et Moi (mit Jean Faucheur), Galerie Chappe, Paris
- 2008: Je crois en l'éternel féminin, Galerie Fanny Guillon-Laffaille, Paris[27]
- 2008: Je t’ai fait marcher. Je t’ai fait courir. Je te ferai tomber, Le M.U.R.
- 2008: Je prête à rire, mais je donne à penser, Galerie W, Paris[28]
- 2009: Go Homme, Galerie Lélia Mordoch, Paris[29]
- 2009: L’Eros de la Vie in der Galerie La Boheme, Deauville[30]
- 2009: Einzelausstellung in der Galerie AB, Paris[31]
- 2010: Folle à délier, Galerie Fanny Guillon-Laffaille, Paris[32]
- 2010: Parisienne, Ion Art Gallery, Singapur[33]
- 2011: À la Vie A l’Amor, Galerie W, Paris[34]
- 2011: Bomb it, Institut Français, Berlin[4]
- 2011: Femme de l'être in der Galerie Fanny Guillon Lafaille, Paris mit Bildnissen von Patti Smith, Albertine Sarrazin, Marguerite Duras, Françoise Sagan, Colette, Christine Angot, Anaïs Nin, Amélie Nothomb, Régine Deforges, Virginia Woolf, Virginie Despentes und Simone de Beauvoir[35]
- 2012: Muses et Hommes, im öffentlichen Raum von Orly[36]
- 2012: Einzelausstellung im Espace Saint Exupéry Franconville[37]
- 2012: Secret d’atelier, Galerie Lélia Mordoch, Paris[38]
- 2012: Einzelausstellung in der Médiathèque José Cabanis in Toulouse[39]
- 2013: Les Uns et les Unes, Galerie W, Paris[40]

## Werke in Museen
- 1989: Fonds municipal d’art contemporain, Paris
- 2005: Victoria and Albert Museum, London

## Publikationen
- Miss.Tic se livre. Paris 1993, Selbstverlag, 1993[41][42]
- Corps a coer. Selbstverlag, Paris 1994[41][42]
- Je m’ecrié, tu me lies. Selbstverlag, Paris 1994[43][41][42]
- Je m'édite tu médites. Selbstverlag, Paris 1994[41][42]
- Je ne fais que passer. Mit Fotos von Lerat. Editions Florent Massot, Paris 1998[41][42]
- Muses e Hommes. Ausstellungskatalog, Selbstverlag, Paris 2000[41][42]
- Re Garde Moi. Paris 2003, Éditiones Alternatives, mit einem Vorwort der feministischen Schriftstellerin und Herausgeberin Régine Deforges, 2003[41][42]
- Miss.Tic Attak. Verlag Alternatives, 2004, ISBN 978-2-86227-427-0.
- Miss.Tic.in Paris. Verlag Paris-Musées und Verlag Critères éditions, 2005, ISBN 978-2-917829-06-6.
- Parisiennes. Editions Lelia Mordoch, Paris 2006.[41][42]
- Je prête à rire mais je donne à penser. Verlag Grasset, Paris 2008, ISBN 978-2-246-70821-6.
- Larousse. Illustration für eine Jubiläumsedition der Enzyklopädie Petit Larousse. 2009[44]
- À la vie, à l’Amor. Verlag Critères éditions, Grenoble, 2010, Collection Opus Délits, ISBN 978-2-917829-08-0
- L’Étoffe des Eros, Edition du Renard Pales, 2012 limitiert auf 30 Exemplare[41][42]
- mit Albert Jaquard: L' ABC du Albert Jaquard pour changer le monde. Verlag Hachette Jeunesse, 2013, ISBN 2-01-292152-3.

## Miss.Tic und der Feminismus
Durch die Bearbeitung gängiger medialer Bilder von Frauen und deren Konnotierung mit Texten wandelte Miss.Tic die Aussagen der Vorlagen in kritische Aussagen um. Ihre Kritik dreht sich um den Platz der Frau in der Gesellschaft, männliche Dominanz im Kunstbetrieb. Für ihre sexpositive Perspektive auf Bilder von Frauen wurde sie von Feministinnen kritisiert und teilweise sogar angegriffen, so z. B. von Fadela Amara, einer Mitgründerin der französischen postmigrantischen feministischen Gruppe Ni Putes Ni Soumises. Ihre Werke im öffentlichen Raum wurden von pornografiekritischen Feministinnen mit Sprüchen übersprüht wie „Le porno ras-le-bol“ („Nase voll von Porno“), mit Plakaten überklebt, sie wurde in Diskussionen verbal angegriffen, ihr Werk wurde als vulgär, sexistisch und manchmal sogar pornografisch bezeichnet. Es wurde kritisiert, dass Miss.Tic die Frauen als Objekt darstelle und ihre Werke ein erniedrigendes Bild der Frau repräsentieren würden. Dabei nahmen diese nicht wahr, dass Miss.Tic diese Frauenbildnisse aus Mode und Werbung nicht einfach nur wiederholte, sondern sie umdeutete, kritisch hinterfragte, sie in ihren gesellschaftlichen Zusammenhang setzte und ihnen eine kritische Aussage verlieh. Ihr ging es um eine größere Sichtbarkeit von Frauen und um das Spiel mit den klischeehaften Geschlechterrollenbildern.

„Aus einer Provokation heraus habe ich eine literarische Fiktion aus dem Schwarz der Wimperntusche geschaffen und Frauen gemalt, um der Sprache einen Körper zurückzugeben. Aus Frauenzeitungen stammen die Frauenbilder, die von mir verfremdet werden. Ich entwerfe aus ihnen ein bestimmtes Image der Frau, nicht um es zu bewerben, sondern um es zu befragen. Ich unterziehe weibliche Positionen einer Art von Inventur.“

Aufgrund der Verkennung des feministischen Gehalts von Miss.Tics Werk und aufgrund der Anfeindungen grenzte sich Miss.Tic vom Feminismus ab, Miss.Tic bezog sich dennoch positiv auf sexpositive feministische Autorinnen wie Virginie Despentes, auf George Sand und Marguerite Duras. Anlässlich ihrer Ausstellung Femme de l'être (2011) zeigte sie Bildnisse von Patti Smith, Albertine Sarrazin, Marguerite Duras, Françoise Sagan, Colette, Christine Angot, Anaïs Nin, Amélie Nothomb, Régine Deforges, Virginia Woolf, Virginie Despentes und Simone de Beauvoir, die ihren ideengeschichtlichen Kosmos skizzierten. Sie sah sich selbst als Anarchistin.